# Artilleria costanera

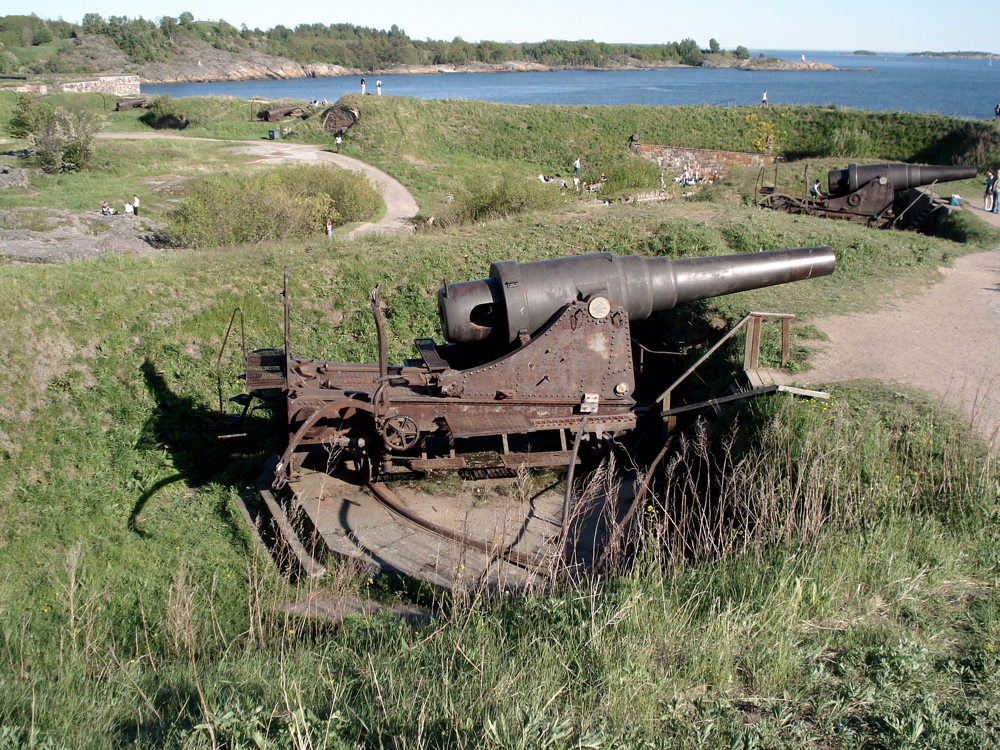
Canó d'artilleria costanera del a Hèlsinki, Finlàndia.

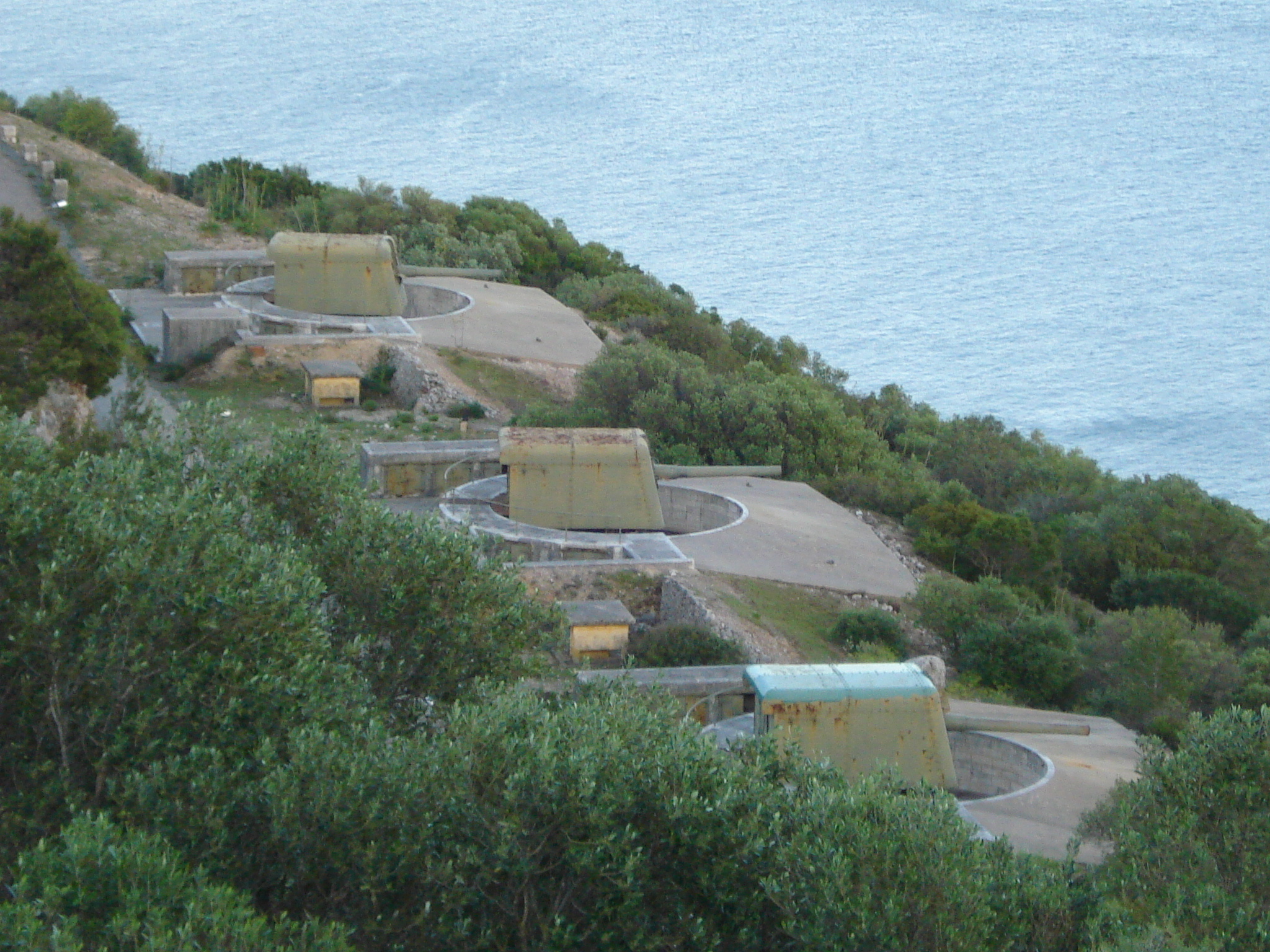
Bateria fixa d'artilleria costanera del a Setúbal, Portugal.

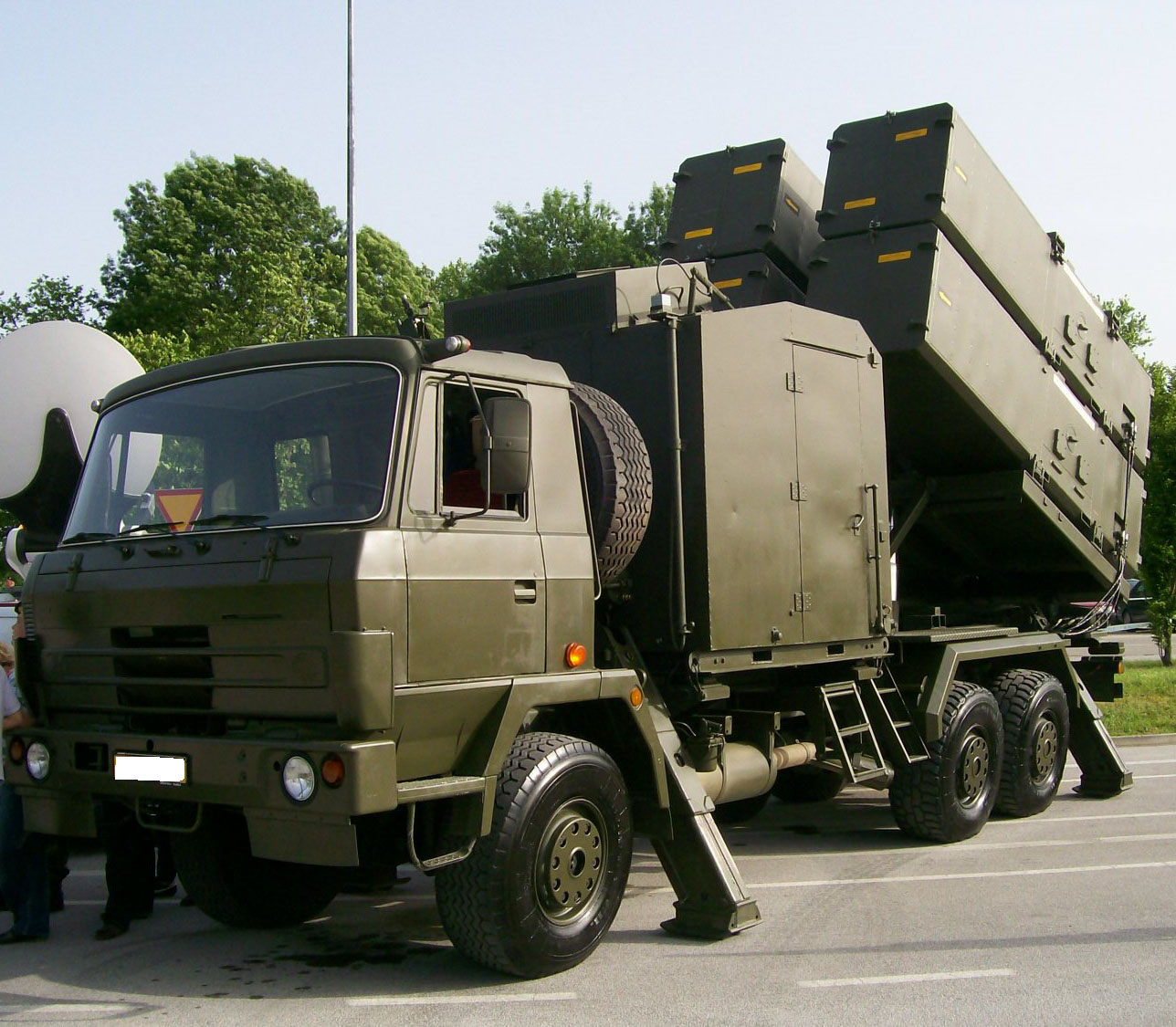
Una bateria mòbil de defensa costanera montada sobre un camió militar, i equipada amb míssils antivaixell RBS-15 de l'Armada Croata.

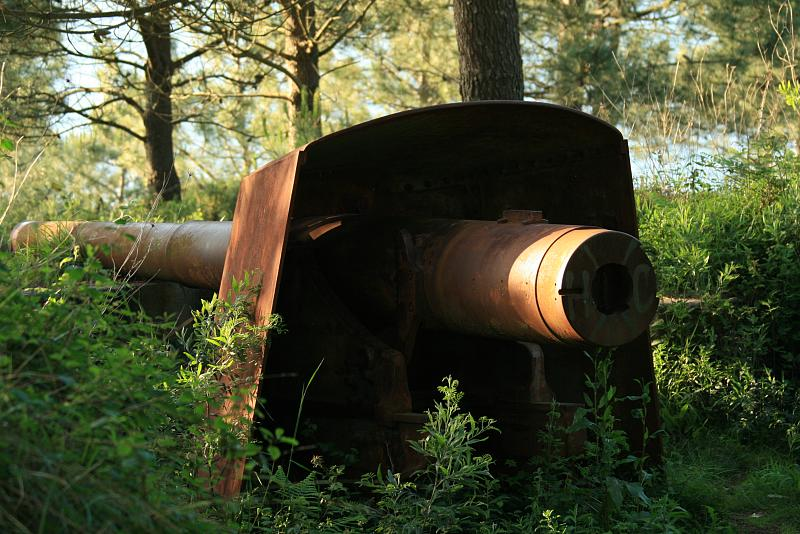
Canó obús a Nigrán, Espanya.

L'Artilleria costanera és una branca de les Forces Armades que està dedicada a operar les peçes de l'Artilleria antivaixell o les bateries fixes de metralladores en les fortificacions costaneres.

## Història
L'artilleria costanera va aparèixer a Europa gairebé al mateix temps en què es van introduir els canons durant el segle xvi. Quan un poder colonial conquistava territoris d'ultramar, una de les primeres tasques a realitzar era construir fortaleses costaneres per dissuadir a potències rivals i per sotmetre als nadius. Durant el segle xix, Xina va construir centenars de fortaleses costaneres en un intent de contrarestar l'amenaça naval que suposava Occident.
L'artilleria costanera va poder formar part d'algunes armades (com les dels països escandinaus, Alemanya durant les guerres mundials, i també l'antiga Unió Soviètica) o com a part de l'Exèrcit, com va succeir en els països de parla anglesa. En el Regne Unit, per exemple, l'artilleria de costa depenia de la Royal Artillery.
Als Estats Units, l'artilleria costanera es va establir en 1794 com una branca de l'Exèrcit de Terra i van començar una sèrie de programes per a la construcció de defenses costaneres: el primer sistema defensiu en 1794, el segon sistema en 1804, el tercer sistema, o el sistema permanent en 1816, i el sistema d'Endicott en 1890, tots ells destinats a la construcció d'aquestes fortificacions. Durant la Segona Guerra Mundial el paper de l'artilleria costanera dels Estats Units va deixar de ser antivaixell, per esdevenir artilleria antiaèria, ja que durant aquests temps l'aviació militar va cobrar una importància fonamental.
S'ha determinat que una peça d'artilleria costanera fixa equival a tres peces d'artilleria naval del mateix calibre. Atès que la primera és notòriament més estable i, per tant, més precisa que la seva contrapart marina.
Després de la Segona Guerra Mundial, el gran avanç a la tecnologia aeronàutica i dels míssils guiats va reduir la importància de l'artilleria costanera en la defensa d'un país. Aquests avanços igualment van augmentar la vulnerabilitat de les bateries d'artilleria fixes davant dels atacs enemics. És per això que en els països a on l'artilleria costanera no s'ha dissolt, aquesta ha adquirit capacitats amfíbies semblants a la Infanteria de Marina. En aigües limitades, les bateries de defensa costanera mòbils, estan armades amb míssils antivaixell guiats, i poden ser útils per impedir l'ús de les vies marítimes a un enemic modern.

## L'artilleria costanera a Catalunya
Hi ha encara força restes de les bateries costaneres construïdes al Segle XX, i que són testimoni d'un passat recent. Algunes són visitables, com per exemple els búnkers de l'Escala.

### Artilleria costanera a Catalunya fins a la Guerra Civil 1936-1939
Durant la Guerra Civil Espanyola, la defensa de la costa catalana va tenir un paper destacat i pràcticament oblidat dins del desenvolupament del conflicte. Tot el litoral català acabaria artillant-se com si d'un altre front més es tractés a força de nius de metralladores i bateries de costa amb motiu dels atacs que aquest hauria de patir al llarg de tot el conflicte. La defensa del litoral català es va accelerar a partir del bombardeig naval sobre Roses que realitzaria el creuer Canarias el 30 d'octubre de 1936.
Entre d'altres, es poden destacar aquestes bateries d'artilleria de costa, en el marc de la Guerra Civil Espanyola:
- Bateria de Punta Ventosa (Q121879384) (Torroella de Montgrí)
- Bateria de Punta Prima (Q114736345) (Cadaqués)

### Artilleria costanera a Catalunya posterior a la Guerra Civil 1936-1939
Per complementar la Línia P de defensa dels Pirineus, passada la Guerra Civil de 1936-39 es van ubicar als voltants de 1947 per protegir el Cap de Creus i la Badia de Roses una sèrie de bateries d'artilleria de costa.
A l'actual Costa Brava, es tractava de:
- Bateria L-5, Bateria de Punta Milà (Q121879386) (Torroella de Montgrí)[5][6]
- Bateria L-6, Bateria de la Clota (Q121879438) (L'Escala)
- Bateria L-7, Bateria del Far de Roses (Q121879591) (Roses)
- Bateria L-8, Bateria de Punta Falconera (Q121879557) (Roses)
- Bateria L-9, Bateria de Punta S'Arenella (Q121879554) (Port de la Selva)

En d'altres zones de Catalunya també s'hi van instal·lar bateries de costa:
- Bateria L-1, Castell de Montjuïc
- Bateria L-2, Montgat
- Bateria L-3, Montjuïc
- Bateria L-4, Montjuïc
- Bateria L-10, Turó del Carig (Badalona)

Aquestes instal·lacions, en disoldre's la unitat militar que se'n feia càrrec el 1978, van ser progressivament abandonades i els canons desballestats.

## Galeria

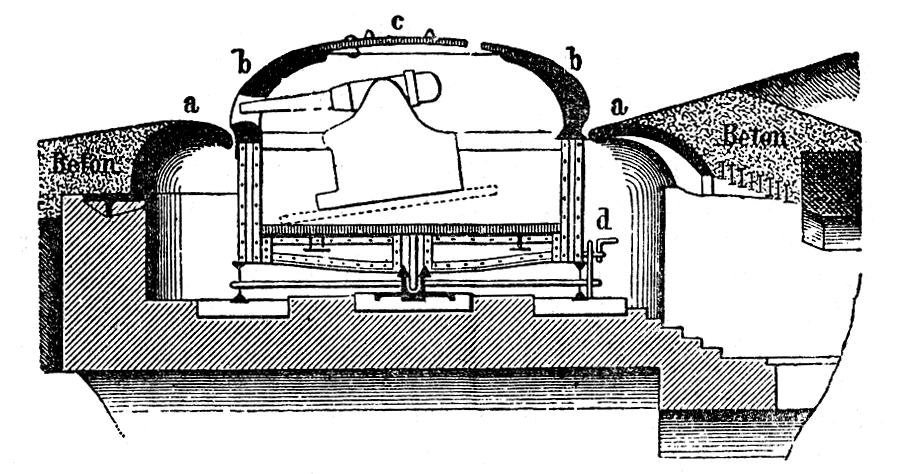
Esquema d'una fortificació costanera amb una torreta giratòria.
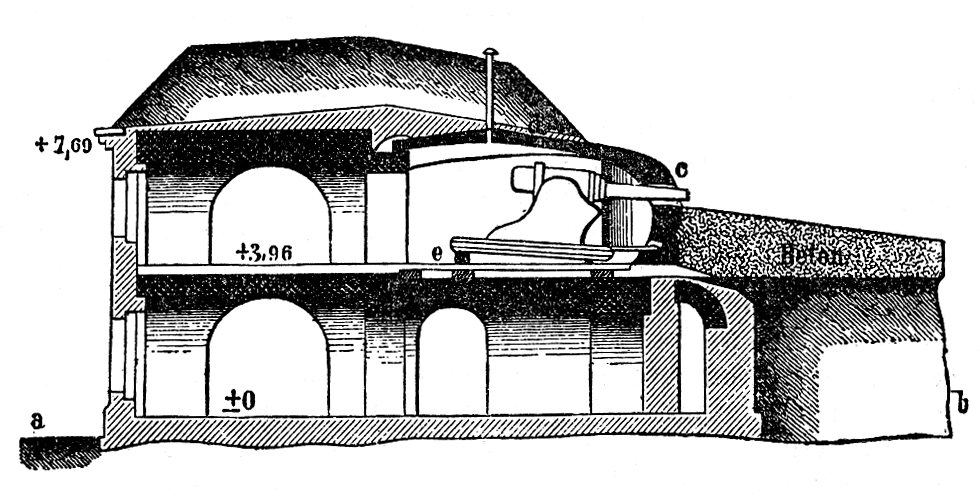
Fortificació costanera amb canons fixos.